# De hoofdprijs
De hoofdprijs is een Nederlandse dramaserie die van 13 maart tot en met 9 mei 2009 te zien was op SBS6. Hoofdrollen werden vertolkt door Annick Boer, Frans van Deursen, Stephan Evenblij en Lieke Antonisen. Kort voor de laatste uitzending, een dubbele aflevering, werd bekend dat het bij één seizoen zou blijven. In de dertiende aflevering kwamen de belangrijkste verhaallijnen versneld ten einde.

## Verhaal
In De hoofdprijs raken de persoonlijke levens van drie families, waarvan twee een enorme geldprijs hebben gewonnen, onvermijdelijk in elkaar verstrengeld. Beide prijswinnaars gaan op geheel eigen wijze om met hun plotselinge rijkdom, terwijl de derde familie, die juist altijd al rijk is geweest, alles verliest. Vanaf het moment dat de jackpot valt, is niets meer hetzelfde en wordt duidelijk of geluk te koop is of niet.

## Rolverdeling
| Hoofdpersonages      |                         |
| Acteur               | Personage               |
| Jack Wouterse        | Florian Bestevaer       |
| Lieneke le Roux      | Heleen Bestevaer        |
| Melody Klaver        | Pauline Bestevaer       |
| Frans van Deursen    | Jaap Leenders           |
| Roos Netjes          | Denise Leenders         |
| Annick Boer          | Cindy Leenders-van Wijk |
| Sander van Amsterdam | Kevin van Wijk          |
| Stephan Evenblij     | Stef Moes               |
| Lieke Antonisen      | Melissa Moes-van Wijk   |
| Pim Wessels          | André Moes              |
| Joey van der Velden  | Koos Moes               |
| Sander Kocken        | Ton                     |

### Gastrollen
- Gwen Eckhaus – Andrea
- Dirk Zeelenberg – Arend Jan
- Marjolijn van Voorthuysen – Mary van Wijk
- Gert-Jan Louwe – Matthijs
- Priscilla Knetemann – Florentine
- Sanne Berger – Babish
- Vivian Lataster – Merijn Kasteel
- Hilt de Vos – Mevrouw Van Damme
- Jan Willem Jurg – Jacques van Zelst
- Emile Jansen – Jan
- Stijn Westenend – Deurwaarder Jaarsma
- Ernst Dekkers – Arie
- Egbert-Jan Weeber – Tommy Vervoort
- Justus van Oel – Niek Moes
- Erik van 't Wout – Meneer Vervoort
- Ellen ten Damme – Peggy

## Afleveringen
| Nr. | Aflevering                        | Uitzenddatum  | Kijkcijfers |
| 1   | De mooiste dag van mijn leven     | 13 maart 2009 | 1.303.000   |
| 2   | Zorgen, zorgen en nog meer zorgen | 13 maart 2009 | 1.438.000   |
| 3   | Liefde maakt blind                | 20 maart 2009 | 1.022.000   |
| 4   | Compleet gelukkig                 | 27 maart 2009 | 932.000     |
| 5   | Niet meer over tobben             | 3 april 2009  | 884.000     |
| 6   | Geloof, hoop en leugens           | 10 april 2009 | 780.000     |
| 7   | Een kwestie van vertrouwen        | 17 april 2009 | 757.000     |
| 8   | De rekening wordt gepresenteerd   | 24 april 2009 | 630.000     |
| 9   | Met de billen bloot               | 24 april 2009 | 801.000     |
| 10  | Bij de prijs inbegrepen           | 1 mei 2009    | 688.000     |
| 11  | Donkere wolken boven het paradijs | 1 mei 2009    | 839.000     |
| 12  | Voor wie mij lief is              | 9 mei 2009    | 733.000     |
| 13  | Het uur van de waarheid           | 9 mei 2009    | 932.000     |

## Dvd
Op 23 juni 2009 kwam De hoofdprijs op dvd uit.